# Tensta Gospel Choir
Tensta Gospel Choir, bildad 1996, är en svensk gospelkör med bas i Tensta i Stockholm.

## Biografi

### Bakgrund
Tensta Gospel Choir bildades 1996 i stockholmsförorten Tensta av Michelle Nakagawa, som en del av ett samarbetsprojekt mellan Tenstakyrkan och Spånga Blåband. Syftet med körens bildande var att arbeta för integration mellan ungdomar från olika kulturer, samtidigt som kören också agerade fristad från alkohol och droger. Sedan starten har kören gått från att vara en ungdomskör till att endast ta in vuxna medlemmar. 2011 startades den yngre systerkören Tensta Gospel's Joyful Noise som ett komplement för ungdomar att delta i Tenstakyrkans växande gospelkörsverksamhet.

### Verksamhet
Kören består av ett 40-tal sångare som framför en varierad repertoar inom gospeln, såsom spirituals, traditionell och modern gospel. Kören har fortfarande sin bas i Tenstakyrkan och deltar regelbundet som musikaliskt element vid församlingens gudstjänster. Utöver detta har kören under de senaste åren rönt stor uppskattning på den svenska musikscenen. Konstnärlig ledare och dirigent är Cedwin Sandanam.  Kören är signad som musikgrupp av det svenska bokningsbolaget Appelgren Friedner.
2021 kom en dokumentär, Kören - en film om Tensta Gospel Choir, av Amanda Pesikan, som skildrar kören under en resa till USA. Filmen tar upp splittring som uppstår i gruppen när frågor om tro, andlighet och ledarskap sätts på prov.

### Tidigare framträdanden
Tensta Gospel Choir har uppträtt vid många kulturella sammanhang, festivaler, officiella ceremonier, i TV-program och i kyrkor. Kören har givit ett flertal egna konserter, främst i Sverige men även i USA. Kören har bland annat uppträtt på Fasching, Allsång på Skansen, Stockholms Kulturfestival, Göteborgs kulturkalas, Malmöfestivalen, Peace & Love, Nyhetsmorgon, Skavlan, Mariefredsanstalten och Kungliga Operan. I september 2018 uppträdde kören även i flera kyrkor i Chicago.

### Tidigare medlemmar
Kören har fått uppmärksamhet för tidigare medlemmar som gått vidare med egna artistkarriärer. Bland tidigare körmedlemmar återfinns artisterna Sabina Ddumba, Janice Kavander, Lykke Li, Kristin Amparo, Linda Pira, Mapei, Zhala och Nápoles. Enligt körens medlemmar och ledare är dock individuellt artisteri inte ett fokus i gruppens gemensamma verksamhet.